# Nyctobia nigroangulata
Nyctobia nigroangulata là một loài bướm đêm trong họ Geometridae.